# في قلب البحر (فلم)
في قلب البحر (بالإنجليزية: In The Heart Of The Sea) هو فيلم سيرة ذاتية-مغامرات أمريكي، من إخراج رون هاورد وتأليف أماندا سيلفر وريك جافا وتشارلز ليفيت. الفيلم من بطولة كريس هيمسورث وبنجامين وكر وجوردي مولا وسيليان ميرفي. صدر الفيلم لأول مرة في 2 ديسمبر 2015 في بريطانيا.
الفيلم مبني على القصة الحقيقية لسفينة صيد الحيتان (إيسكس) التي هوجمت وأًغرقت من قبل حوت عنبر في جنوب المحيط الهادي عام 1820. وهي القصة التي ألهمت الكاتب (هيرمان ميلفيل) ليكتب روايته الشهيرة (موبي ديك). كما أنه التعاون الثاني بين الممثل (كريس هيمسوورث) والمخرج (رون هوارد)، وسادس فيلم للمخرج (رون هاورد) مبنى على أحداث حقيقية.

## قصة الفيلم
استناداً على قصة حقيقية، تدور أحداث الفيلم في شتاء عام 1820 في وسط المحيط؛ حيث تتعرض سفينة حوّاتة (أي مخصصة لصيد الحيتان) إيسكس وطاقمها للهجوم والترصد بواسطة أحد حيتان العنبر الضخمة، وتربص بهم في البحر لمدة تزيد عن ثلاثة شهور على بُعْد آلاف الأميال من البر، فيصير طاقم السفينة في حالة صراع من أجل البقاء.

## طاقم العمل
- كريس هيمسورث (أوين تشايس)
- بنجامين وكر (جورج بولارد)
- جوردي مولا (قبطان إسباني)
- كيليان مورفي (ماثيو جوي)
- بريندان جليسون (توماس نيكرسون الكبير)
- ميشيل فايرلي (بيجي)
- جيمي سيفيز (إيزاك كول)
- بن وشو (هيرمان ملفيل)
- توم هولاند (توماس نيكرسون)
- فرانك ديلاني (أوين كوفين)
- سام كيلي
- شارلوت رايلي
- جوزيف ماويل
- دونالد سومبتير
- بول اندرسون

## تصوير الفيلم
جُزء من الفيلم صُوِّر بجزر الكاناري، وهي الجزر التي تم تصوير فيلم (موبي ديك) فيها من قبل للمخرج (جون هيوستن) عن قصة حوت يقوم بإغراق سفينة أيضًا. وطبقًا لكلام الممثل (كريس هيمسوورث)، لكي يتحضروا لأدوار البحارة الذين يتضورون جوعًا، فإن طاقم التمثيل قام بحمية غذائية لفقدان من 500 إلى 600 كالوري (وحدة حرارية) في اليوم لتقل أوزانهم.

## الصدور
وكان من المقرر للفيلم في الأصل أن يصدر الفيلم في 13 مارس 2015، ولكن تم تأجيله إلى 11 ديسمبر. ومن المقرر أن الفيلم سيصدر في سينما دولبي في أمريكا الشمالية.

## روابط خارجية
- مقالات تستعمل روابط فنية بلا صلة مع ويكي بيانات